# Mircea, Radomîșl
Mircea (în ucraineană Мірча) este localitatea de reședință a comunei Mircea din raionul Radomîșl, regiunea Jîtomîr, Ucraina.

## Demografie
Componența lingvistică a localității Mircea
     Ucraineană (98,52%)
     Rusă (1,19%)
     Alte limbi (0,3%)
Conform recensământului din 2001, majoritatea populației localității Mircea era vorbitoare de ucraineană (98,52%), existând în minoritate și vorbitori de rusă (1,19%).